# Géologie du Texas
Étant donné la superficie de l’état, la géologie du Texas est marquée par une importante diversité de roches et de formations. La stratigraphie de la région est influencée par les cycles de transgressions marines, par l’activité tectonique du cénozoïque et dans une moindre mesure par les orogenèses du paléozoïque. Les roches sédimentaires sont les plus courantes en surface.

## Description générale
Le Texas est traversé par une série de failles d’orientation sud-ouest / nord-est depuis la région d'Uvalde jusqu’à celle de Texarkana. Au sud et à l’est de ces failles, les affleurements rocheux se composent essentiellement de grès et de shale remontant au cénozoïque, les couches les plus jeunes se trouvant près du littoral. La plaine côtière contient des dômes salins qui ont favorisé le piégeage du pétrole.
Au nord et à l’ouest du système de faille se trouvent les plateaux de Stockton, d’Edwards et de Comanche. Cette immense région au centre du Texas qui s’étend du comté de Brewster à celui de Bexar est fait de shale et de calcaire du crétacé. Ce dernier est utilisé pour fabriquer du ciment et comme matériau de construction. Une formation poreuse de calcaire dans le Texas Hill Country contient l’aquifère d’Edwards.
Le Llano Uplift se situe au centre de ces formations du Crétacé : il s’agit d’un dôme de granite, de gneiss et de schiste remontant au précambrien, recouvert par des roches sédimentaires du Paléozoïque. Le granite sert de matériau de construction. 
Au nord du Plateau d’Edwards, les terrains se composent de sédiments marins déposés et transformés entre la fin du Paléozoïque (Pennsylvanien) et le début du Mésozoïque (Trias). Ces roches deviennent plus jeunes en allant vers l’ouest, avant d’être recouvertes par la formation sédimentaire d’Ogalla (Miocène et Pliocène) dans le Panhandle.
La géologie de l’ouest du Texas est la plus complexe. La région est parcourue par des failles d’orientation sud-est/nord-ouest, entre Big Bend et El Paso. On trouve également des roches volcaniques. Les Montagnes Marathon situées au nord-est du Parc national de Big Bend sont particulièrement étudiées par les géologues : elles sont les restes d’une ancienne chaîne de montagnes formée par la même orogenèse que les Montagnes Appalaches et Ouachita.
Le Texas n’a jamais été affecté par des tremblements terre violents : celui de Valentine le 16 août 1931 fut l’un des plus importants, mais ne provoqua que des dégâts matériels. Les régions les plus exposées au risque sismique sont le Transpecos et, dans une moindre mesure, le nord de l’état.

## Histoire géologique
Le plus ancien affleurement du Texas est le soulèvement de Llano (Llano Uplift) situé au centre du Texas Hill Country : ces roches granitiques du précambrien datent d’environ 1,1 milliard d’années et sont les restes du paléocontinent Laurentia. Elles se sont probablement formées au cours de l’orogenèse de Grenville ; elles furent érodées et recouvertes par des couches sédimentaires. Le site le plus connu des Texans est l’Enchanted Rock. 
Dans la première moitié du Paléozoïque, les roches les plus courantes sont composées de carbonates déposés dans les mers peu profondes. Cependant, on trouve également d’autres types de roches datant de cette période : des shales du Dévonien et du Mississippien, ou des grès du Cambrien dans l’ouest du Texas.
À la fin du Paléozoïque (-290 millions d’années), la collision de l’Amérique du Nord et de l’Amérique du Sud donna naissance à une chaîne de montagne (orogénie de Ouachita pendant le Pennsylvanien) dont les restes sont encore visibles dans les Marathon Mountains, situées entre les chaînes de l’ouest et le Plateau d’Edwards.
C’est également pendant cette période que s’est formé l’escarpement de Balcones. Au Permien, il y a environ 280 millions d’années, les Montagnes Ouachitas étaient bordées par des mers intérieures à l’ouest au fond desquelles se sont déposés des microorganismes, des minéraux et des sédiments issus de l’érosion. Ces dépôts ont été par la suite recouverts par des couches sédimentaires et se sont lentement transformés en pétrole (bassin permien dans la région de Midland et Odessa). Les roches sédimentaires du Permien sont notamment visibles dans le canyon de Palo Duro au nord du Texas mais aussi dans le Guadalupe Mountains National Park.
L’ouverture du golfe du Mexique au Mésozoïque à partir d’un rift au sud des Montagnes Ouachita eut des conséquences sur la géomorphologie du Texas. D’importantes quantités de sel et de calcaire se déposèrent sous l’actuelle plaine côtière au Jurassique, lorsque les premières mers peu profondes se formèrent. Au Crétacé, le continent nord-américain se sépare alors de l’Eurasie et l’océan Atlantique se forme.

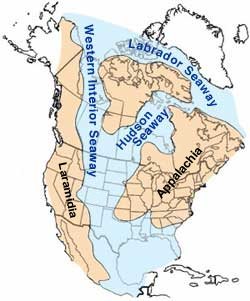
L'Amérique du Nord au Crétacé

À cause de la transgression du Crétacé, la région fut submergée par le Western Interior Seaway il y a environ 100 millions d’années. L’accumulation de couches sédimentaires est à l’origine du Plateau d’Edwards. 
Les reliefs de Transpecos se formèrent à la fin du cénozoïque : à cette époque, la plaque Pacifique s’enfonça sous celle de l’Amérique du Nord à l’ouest des USA actuels, créant une zone de subduction et le soulèvement de la Sierra Nevada et des Rocheuses. La région située plus au sud fut affectée par ces mouvements : une succession de montagnes et de bassins d’effondrement parcourus par des failles se forma au début du tertiaire. L’éocène et l’oligocène furent marqués par une intense activité volcanique.
Du milieu du tertiaire au quaternaire, les hautes plaines furent progressivement recouvertes de sédiments arrachés par les cours d’eau aux montagnes rocheuses situées plus à l’ouest (formation Ogallala dans le Panhandle). Le soulèvement des Rocheuses, l’encaissement des cours d’eau et l’érosion engendrèrent également des canyons comme celui de Palo Duro et des escarpements (Caprock, Mascalero). La plupart des vallées se creusèrent à partir du Pleistocene, donnant à la géologie du Texas sont état actuel.
C’est au tertiaire que s’est formée la plaine côtière par accumulation de boues, d’alluvions et de sables. Des failles parallèles à la côte apparurent lorsque les deux Amériques se furent séparées après l’orogénie de Ouachita.
Le Western Interior Seaway se retira au début du cénozoïque et le littoral actuel de Texas commença à se dessiner. La plaine côtière, composée de couches sédimentaires très épaisses apparut progressivement. L’actuelle transgression marine provoquée par le réchauffement climatique risque de modifier le tracé du littoral texan.